# باشگاه فوتبال هانزا روستوک
باشگاه فوتبال هانزاروستوک  (به آلمانی: Hansa Rostock) یک باشگاه فوتبال در شهر روستوک در کشور آلمان است.
این باشگاه در ۱۸ دسامبر ۱۹۶۵ تأسیس شده‌است.